# زنان در دردسر
زنان در دردسر (به انگلیسی: Women in Trouble) فیلمی محصول سال ۲۰۰۹ و به کارگردانی سباستین گوتیه‌رز است. در این فیلم بازیگرانی همچون کارلا گوجینو، کانی بریتون، امانوئل چریکی، مارلی شلتن، الیزابت برکلی، کامرون ریچاردسون، آدریان پالیکی، جوزف گوردون لویت، جاش برولین، ریا کایهلستد، سارا کلارک، سایمون بیکر، زاندر برکلی، گرگ لوران و سامانتا شلتون ایفای نقش کرده‌اند.